# Distretto di Jinshan (Cina)
Il distretto di Jinshan (cinese semplificato: 金山区; cinese tradizionale: 金山區; mandarino pinyin: Jīnshān Qū) è un distretto di Shanghai. Ha una superficie di 586 km² e una popolazione di 732.400 al 2010.